# Anestis Logothetis
Anestis Logothetis (* 27. Oktober 1921 in Burgas, Bulgarien; † 6. Januar 1994 in Wien) war ein österreichischer Komponist griechischer Herkunft.

## Lebenslauf
Anestis Logothetis wurde als erster Sohn griechischer Eltern in Ostrumelien geboren. 1923 wurde sein Bruder Stathis Logothetis geboren. 1934 übersiedelte die Familie nach Thessaloniki. 
1942 begann Anestis Logothetis mit dem Bauwesen-Studium an der Technischen Hochschule in Wien, doch schon bald wandte er sich gänzlich der Musik zu und schloss 1951 seine Studien an der Musikhochschule Wien (Komposition: Alfred Uhl, Erwin Ratz; Klavier: Hermann Schwertmann; Dirigieren: Hans Swarowsky) mit Auszeichnung ab. 
1952 wurde er österreichischer Staatsbürger.
1956 und erneut 1958–1959 erhielt er ein Stipendium des Österreichischen Kulturinstituts in Rom; 1957 arbeitete er am Elektronischen Studio in Köln bei Gottfried Michael Koenig. 1958 entwickelte er eine Notation mit grafischen Elementen, mit der er bis zuletzt komponierte. 1959 entstand seine grafische Notation ABCD Struktur-Textur-Spiegel-Spiel, aus der er seine Notenschrift entwickelte, insbesondere ihre Tonhöhen, 1962 folgte die Uraufführung des Werks in der Galerie im Griechenbeisl, 1965 eine Aufführung in Tokio (Leitung: Siegfried Behrend). 1960 entstanden mit Fantasmata und Meditation die ersten elektroakustischen Kompositionen in Österreich, im selben Jahr führte das Ensemble «die reihe» zum ersten Mal grafische Partituren auf. 1961 folgte das Musikhörspiel Nekrolog.log, 1968 Anastasis, 1971 Kybernetikon sowie 1981 die Computer-Komposition Wellenformen. 1962 wurde ihm der 1. Preis im Wettbewerb neuer Musik in Athen ex aequo mit Iannis Xenakis verliehen. Im selben Jahr dokumentierte Anestis Logothetis Werkzertrümmerung und Aktion Perinetgasse der «Blutorgel» von Otto Mühl und Hermann Nitsch, die er über Günther Brus kennen gelernt hatte, auf Tonband; 1963 begleitete ein Band mit seiner Musik die erste öffentliche Aktion von Nitsch; es folgten weitere Tonbänder mit Klangprodukten zu Balone-Aktion(1966) und Maso (1967). 1967 wurde Seismografie I unter der Leitung von Earle Brown aufgeführt; 1969 nahm John Cage die Partitur Ichnologia (Spurenkunde) in sein Buch Notations auf. Wiederholt zeigte bereits in den 1960er-Jahren die Galerie nächst St. Stephan grafische Blätter von Anestis Logothetis; 1971 wurde dort zur Ausstellung von Joseph Beuys das Musikhörspiels Anastasis aufgeführt.
In den 1970er-Jahren präsentierten die Galerie im Griechenbeisl und das Museum des 20. Jahrhunderts das 1972 entstandene Musikhörspiel mit Kunstkopfhörern Kerbtierparty; 1976 widmete ihm der steirische herbst eine Ausstellung. 1981 folgten Ausstellungen seiner grafischen Partituren in der Secession und im Künstlerhaus, begleitet von mehreren Aufführungen seiner multimedialen Oper Daidalia oder das Leben einer Theorie, bei denen der Komponist selbst den Daidalos spielte (Regie: Dieter Kaufmann, Bühnenbild: Stathis Logothetis; Ikarus: Gunda König).
1992 fand im Odeon die Uraufführung eines Teils seiner multimedialen Oper Aus welchem Material ist der Stein von Sisyphos statt (Musikalische Leitung: Herwig Reiter; Universitätsprofessor: Anestis Logothetis). Er wurde am Ottakringer Friedhof bestattet.
1996 wurden in Carnuntum, Krems und Wien (Wiener Festwochen) die ersten postumen Aufführungen dieser Oper gezeigt (Regie: Dieter Kaufmann). 1998 präsentierte das Tanztheater Homunculus Odysseia im Wiener Konzerthaus (Musikalische Leitung: Herwig Reiter); kurz darauf wurde bei den Hörgängendes Wiener Konzerthauses Vor!Stell!Unk! gespielt (Sprecher: Johann Leutgeb). 
Zu den Preisen, die Anestis Logothetis erhielt, zählen der Theodor-Körner-Preis (1960, 1963), der Würdigungspreis der Stadt Wien (1985), der Würdigungspreis des Österreichischen Bundesministeriums für Unterricht, Kunst und Sport (1989) sowie kurz vor seinem Tod der FLORIANI-Preis für Mantratellurium (1993). 1986 wurde ihm die Ehrenmedaille der Stadt Wien in Gold verliehen.

## Auszeichnungen
- 1964: Theodor-Körner-Preis
- 1962: Wettbewerb Neuer Musik in Athen
- 1986: Ehrenmedaille der Stadt Wien in Gold
- 1989: Würdigungspreis des Österreichischen Bundesministeriums für Unterricht, Kunst und Sport
- 1993: „Floriane“-Preis zur Beziehung von Literatur und Musik

## Werke (Auswahl)

### Schriften
- Komponieren für die Jugend, in: Österreichische Musikzeitschrift, 30/1–2, Wien 1975, S. 32–35
- Zeichen als Aggregatzustand der Musik, 1974 (MUSIKZEIT, Wien 1998: 39 S.)
- Die Geschenke meiner Umgebung – anhand der Frage: „was denn nun Musik sei“, 1988–93 (MUSIKZEIT, Wien 1998: 58 S.)

### Für variable Besetzung
- Kulmination I+II (1962)
- Mäandros (1965)
- Odyssee (1967)
- Styx (1969)
- Bagatelle (1991)

### Bühnenwerke und Musikhörbeispiele
- Anastasis (1969)
- Menetekel (1975)
- Daidalia (1978)
- Vor!stell!Unk! (1980)
- Woraus ist der Stein des Sisyphos (1984)

### Computermusik
- Wellenformen (1981)

### Sonstige Werke
- Seismographie für Mandoline, Gitarre und Zupforchester